# Bruno Brindisi
Bruno Brindisi (Salerno, 3 giugno 1964) è un fumettista italiano.

## Biografia

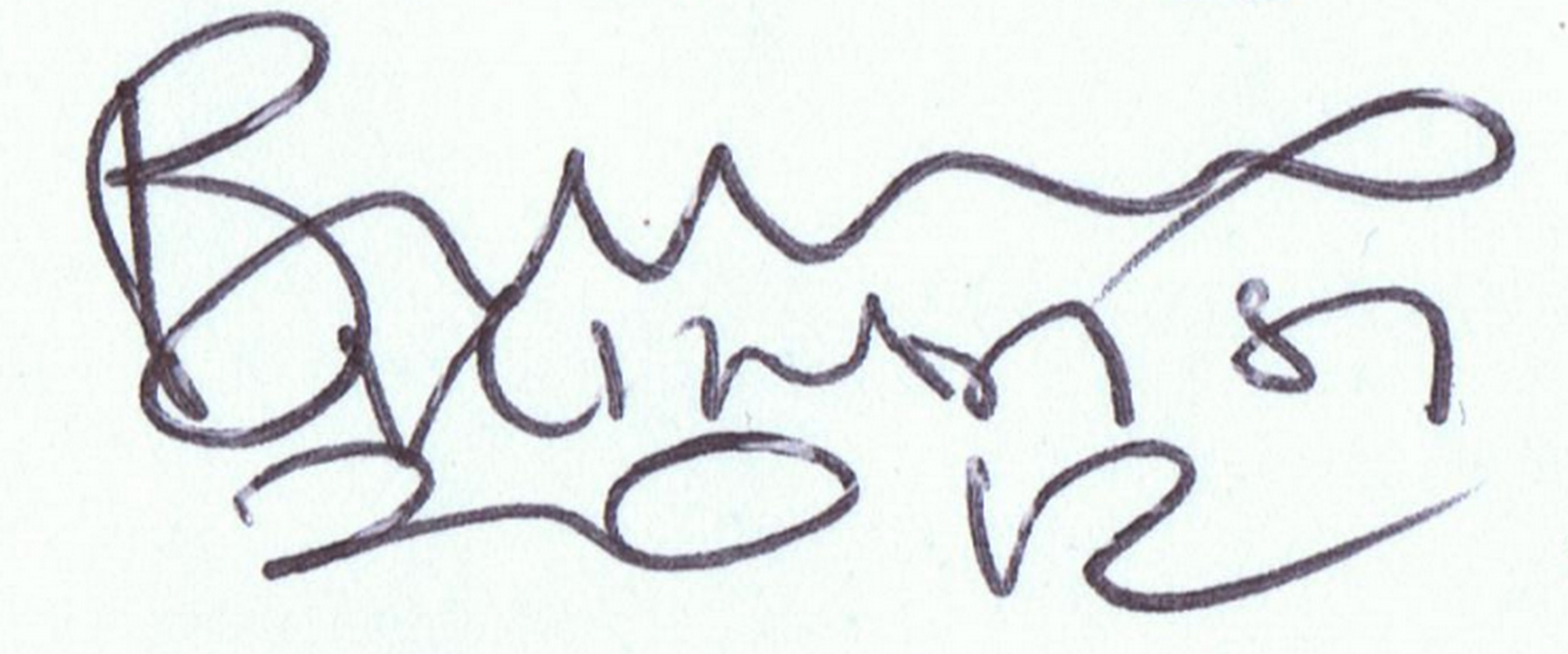
Autografo di Bruno Brindisi

La prima parte della sua carriera è simile a quella dei colleghi Roberto De Angelis e Luigi Siniscalchi, con cui forma la cosiddetta Scuola grafica salernitana; esordisce infatti sulla rivista amatoriale Trumoon, per poi passare a disegnare fumetti erotici per la Blue Press e per la Ediperiodici, e in seguito per le Edizioni Cioè e le Edizioni Acme.
La svolta arriva nel 1991, quando viene arruolato da Sergio Bonelli per lo staff di disegnatori di Dylan Dog. Per lo stesso editore disegna anche episodi di Nick Raider e lo speciale di Tex del 2002, su testi di Claudio Nizzi. Grazie al suo lavoro - continuo e di qualità - viene insignito del premio della giuria del Comicon 2003 con la motivazione: «Ad un giovane caposcuola del fumetto che ha dimostrato qualità tecniche ed artistiche di eccezionale livello. Per la capacità di descrivere ed evocare incubi e sogni, paesaggi reali e fantastici, mettendo il proprio stile a servizio dell'avventura e del divertimento».
Dopo essersi concesso una parentesi con il primo episodio di Brad Barron di Tito Faraci, l'artista salernitano ha proseguito la collaborazione con Dylan di Bonelli, di cui è diventato uno degli autori più rappresentativi, arrivando a realizzare episodi importanti come il n. 200 della serie regolare e quelli del Ventennale della testata pubblicati nel 2006. Nel 2004 ha inoltre esordito sulla serie regolare di Tex in un albo molto particolare, Muddy Creek, sostituendo lo scomparso collega Vincenzo Monti che aveva ultimato solo un terzo della storia.
Nel 2009 è oggetto di una lunga intervista appositamente raccolta nel volume "Lezioni di Fumetto: Bruno Brindisi. Una linea chiara per raccontare l'orrore" (Coniglio Editore) appositamente realizzata da Davide Occhicone nella quale racconta la sua infanzia, gli esordi, i rapporti con i personaggi che lo hanno reso famoso e le sue tecniche di disegno.
Nel 2012, è approdato all'Astorina, disegnando l'albo "Il segreto di Diabolik".
Nel dicembre 2012 è uscito "La rivolta dei Sepoy", storia da lui disegnata e scritta da Giuseppe De Nardo, terzo numero della collana "Le storie".
Il 21 febbraio 2013 è stato pubblicato il primo numero della Collezione storica a colori, ristampa a colori della serie regolare di Dylan Dog con copertine inedite firmate da Bruno Brindisi.

## Pubblicazioni

### Albi di Dylan Dog
- Tiziano Sclavi (testi), Bruno Brindisi (disegni); Il Male, in Dylan Dog n. 51, Sergio Bonelli Editore, dicembre 1990.
- Tiziano Sclavi (testi), Bruno Brindisi (disegni); Terrore dall'infinito, in Dylan Dog n. 61, Sergio Bonelli Editore, ottobre 1991.
- Claudio Chiaverotti (testi), Bruno Brindisi (disegni); I delitti della Mantide, in Dylan Dog n. 71, Sergio Bonelli Editore, agosto 1992.
- Tiziano Sclavi e Mauro Marcheselli (testi), Bruno Brindisi (disegni); Delitti d'amore, in Dylan Dog Gigante n. 1, Sergio Bonelli Editore, gennaio 1993.
- Tiziano Sclavi (testi), Bruno Brindisi (disegni); Zed, in Dylan Dog n. 84, Sergio Bonelli Editore, settembre 1993.
- Claudio Chiaverotti (testi), Bruno Brindisi (disegni); I cavalieri del tempo, in Dylan Dog n. 89, Sergio Bonelli Editore, febbraio 1994.
- Claudio Chiaverotti (testi), Bruno Brindisi (disegni); La donna che uccide il passato, in Dylan Dog n. 94, Sergio Bonelli Editore, luglio 1994.
- Mauro Marcheselli e Gianluigi Gonano (testi), Bruno Brindisi (disegni); Marionette, in Dylan Dog Gigante n. 3, Sergio Bonelli Editore, dicembre 1994.
- Gianluigi Gonano (testi), Bruno Brindisi (disegni); Incontri ravvicinati, in Dylan Dog n. 112, Sergio Bonelli Editore, gennaio 1996.
- Tiziano Sclavi e Mauro Marcheselli (testi), Bruno Brindisi (disegni); Finché morte non vi separi, in Dylan Dog n. 121, Sergio Bonelli Editore, ottobre 1996.
- Tiziano Sclavi (testi), Bruno Brindisi (disegni); Tre per zero, in Dylan Dog n. 125, Sergio Bonelli Editore, febbraio 1997.
- Tiziano Sclavi (testi), Bruno Brindisi (disegni); Quando cadono le stelle, in Dylan Dog n. 131, Sergio Bonelli Editore, agosto 1997.
- Tiziano Sclavi (testi), Bruno Brindisi (disegni); Lassù qualcuno ci chiama, in Dylan Dog n. 136, Sergio Bonelli Editore, gennaio 1998.
- Claudio Chiaverotti (testi), Bruno Brindisi (disegni); Anima nera, in Dylan Dog n. 142, Sergio Bonelli Editore, luglio 1998.
- Tiziano Sclavi (testi), Bruno Brindisi (disegni); Ghost Hotel, in Dylan Dog n. 146, Sergio Bonelli Editore, novembre 1998.
- Tiziano Sclavi, Cristina e Pippo Neri (testi), Bruno Brindisi (disegni); Il lago nel cielo, in Dylan Dog n. 151, Sergio Bonelli Editore, 14 aprile 1999.
- Paola Barbato (testi), Bruno Brindisi (disegni); Il sonno della ragione, in Dylan Dog n. 157, Sergio Bonelli Editore, ottobre 1999.
- Paola Barbato (testi), Bruno Brindisi (disegni); Medusa, in Dylan Dog n. 167, Sergio Bonelli Editore, agosto 2000.
- Tiziano Sclavi (testi), Bruno Brindisi (disegni); Per un pugno di sterline, in Dylan Dog n. 173, Sergio Bonelli Editore, febbraio 2001.
- Tito Faraci (testi), Bruno Brindisi (disegni); Sulla rotta di Moby Dick, in Speciale Dylan Dog n. 15, Sergio Bonelli Editore, settembre 2001.
- Giuseppe De Nardo (testi), Bruno Brindisi (disegni); Amori perduti, in Dylan Dog n. 187, Sergio Bonelli Editore, marzo 2002.
- Pasquale Ruju (testi), Bruno Brindisi (disegni); Macchie solari, in Dylan Dog n. 192, Sergio Bonelli Editore, agosto 2002.
- Paola Barbato (testi), Bruno Brindisi (disegni); Il numero duecento, in Dylan Dog n. 200, Sergio Bonelli Editore, aprile 2003.
- Paola Barbato (testi), Bruno Brindisi (disegni); Nebbia, in Dylan Dog n. 206, Sergio Bonelli Editore, ottobre 2003.
- Paola Barbato (testi), Bruno Brindisi (disegni); Xabaras!, in Dylan Dog n. 241, Sergio Bonelli Editore, settembre 2006.
- Paola Barbato (testi), Bruno Brindisi (disegni); In nome del padre, in Dylan Dog n. 242, Sergio Bonelli Editore, ottobre 2006.
- Tiziano Sclavi (testi), Bruno Brindisi (disegni); Ascensore per l'Inferno, in Dylan Dog n. 250, Sergio Bonelli Editore, giugno 2007.
- Giovanni Gualdoni (testi), Bruno Brindisi (disegni); Dylan in Wonderland, in Dylan Dog Color Fest n. 1, Sergio Bonelli Editore, agosto 2007.
- Giuseppe De Nardo (testi), Bruno Brindisi (disegni); L'incendiario, in Dylan Dog n. 262, Sergio Bonelli Editore, giugno 2008.
- Roberto Recchioni (testi), Bruno Brindisi (disegni); Il modulo A38, in Dylan Dog n. 268, Sergio Bonelli Editore, 23 dicembre 2008.
- Paola Barbato (testi), Bruno Brindisi (disegni); Tueentoun, in Dylan Dog Gigante n. 18, Sergio Bonelli Editore, novembre 2009.
- Roberto Recchioni (testi), Bruno Brindisi (disegni); I nuovi barbari, in Dylan Dog n. 287, Sergio Bonelli Editore, luglio 2010.
- Luigi Mignacco (testi), Bruno Brindisi (disegni); Il delitto perfetto, in Dylan Dog n. 302, Sergio Bonelli Editore, ottobre 2011.
- Roberto Recchioni e Mauro Uzzeo (testi), Bruno Brindisi (disegni); L'eliminazione, in Almanacco della Paura n. 22, Sergio Bonelli Editore, marzo 2012.
- Giovanni Gualdoni (testi), Bruno Brindisi (disegni); La bomba, in Speciale Dylan Dog n. 27, Sergio Bonelli Editore, settembre 2013.
- Paola Barbato (testi), Bruno Brindisi (disegni); Mai più ispettore Bloch, in Dylan Dog n. 338, Sergio Bonelli Editore, novembre 2014.
- Davide Barzi (testi), Bruno Brindisi (disegni); Nuovo Cinema Wickedford, in Dylan Dog Magazine n. 1, Sergio Bonelli Editore, marzo 2015.
- Paola Barbato (testi), Bruno Brindisi (disegni); La morta non dimentica, in Dylan Dog n. 349, Sergio Bonelli Editore, ottobre 2015.
- Giovanni Eccher (testi), Bruno Brindisi (disegni); Diario degli uccisori, in Dylan Dog Color Fest n. 18, Sergio Bonelli Editore, agosto 2016.
- Copertinista della Collezione storica a colori

### Albi di Tex
- Claudio Nizzi (testi), Bruno Brindisi (disegni); I predatori del deserto, in Speciale Tex n. 16, Sergio Bonelli Editore, giugno 2002.
- Claudio Nizzi (testi), Bruno Brindisi e Vincenzo Monti (disegni); Muddy Creek, in Tex n. 519, Sergio Bonelli Editore, gennaio 2004.
- Claudio Nizzi (testi), Bruno Brindisi (disegni); Agguato a mezzanotte, in Tex n. 520, Sergio Bonelli Editore, febbraio 2004.
- Mauro Boselli (testi), Bruno Brindisi (disegni); E venne il giorno, in Color Tex n. 1, Sergio Bonelli Editore, agosto 2011.

### Albi di Nick Raider
- Alberto Ongaro (testi), Bruno Brindisi (disegni); La lunga ombra, in Nick Raider n. 61, Sergio Bonelli Editore, giugno 1993.
- Claudio Nizzi (testi), Bruno Brindisi (disegni); Occhio privato, in Almanacco del Giallo n. 1, Sergio Bonelli Editore, luglio 1993.
- Claudio Nizzi (testi), Bruno Brindisi (disegni); Il grande inganno, in Speciale Nick Raider n. 6, Sergio Bonelli Editore, luglio 1994.
- Gino D'Antonio (testi), Bruno Brindisi (disegni); Una giornata nera, in Speciale Nick Raider n. 7, Sergio Bonelli Editore, luglio 1995.

### Altri albi
- Mario Gomboli e Tito Faraci (testi), Bruno Brindisi e Emanuele Barison (disegni); Il segreto di Diabolik, in Diabolik n. 11 (2012), Astorina, novembre 2012.
- Giuseppe De Nardo (testi), Bruno Brindisi (disegni); La rivolta dei Sepoy, in Le Storie n. 3, Sergio Bonelli Editore, dicembre 2012.

## Premi e riconoscimenti
- 1993: Premio "Albertarelli" (A.N.A.F.I.)
- 1995: Miglior Disegnatore (A.N.A.F.I.)
- 1997: Miglior Disegnatore Realistico (Fumo di China)
- 2003: Miglior Disegnatore Realistico (Cartoomics)
- 2004: Miglior Disegnatore (A.N.A.F.I.)
- 2006: Targa "Grandi Autori" (Falconara)
- 2011: Premio U Giancu (Rapallo)
- 2011: Grouchino d'oro-Miglior storia dell'anno

Fonti: